# 松江市立湖東中学校
松江市立湖東中学校（まつえしりつ ことうちゅうがっこう）は、島根県松江市山代町にある公立中学校。

## 校区
- 校区は、大庭小学校、竹矢小学校の通学区域となっている。

## 部活動

### 運動部
- 野球部
- サッカー部
- ソフトテニス部（男・女）
- 剣道部
- 女子バレーボール部
- バスケットボール部（男・女）
  - 2001年 - 男子バスケットボール部が全国中学校バスケットボール大会にて優勝した。
- 体操部
- 卓球部（男・女）

### 文化部
- 吹奏楽部
- 美術部

## 著名な出身者
- 広瀬健太（バスケットボール選手、日立サンロッカーズ東京・渋谷）
- 安部潤（バスケットボール選手、島根スサノオマジック）
- 藤井祐眞（バスケットボール選手、東芝ブレイブサンダース神奈川）